# ۱۱۵۲ (خورشیدی)
۱۱۵۲ هزار و صد و پنجاه و دومین سال هجری خورشیدی است.